# Trente-six Vues du Mont Fuji (Hiroshige)
Trente-six Vues du Mont Fuji (富士三十六景, Fuji Sanjū-Rokkei) est le titre de deux séries d'estampes sur bois de l'artiste japonais ukiyo-e Hiroshige, représentant le mont Fuji dans différentes saisons et conditions météorologiques à partir d'une variété d'endroits et de distances différentes. La série de 1852, publiée par Sanoya Kihei, est en orientation paysage en utilisant le format chūban, tandis que la série de 1858 est au format portrait ōban et a été publiée par Tsutaya Kichizō,. Le même sujet avait déjà été traité par Hokusai dans deux de ses propres séries, Trente-six vues du mont Fuji, produites de 1830 à 1832, et Cent vues du mont Fuji, publiées en trois volumes de 1834 à 1849.

## Estampes
Remarque : tous les emplacements utilisent les noms de lieux modernes.

## Série de 1852
Cette série a été publiée par Sanoya Kihei. Les images sont présentées dans l'ordre déterminé par le musée de la préfecture de Yamanashi. Il existe un autre schéma de numérotation qui correspond à celui donné par Edmond de Goncourt dans son travail sur Hokusai.
| №  | Image | Titre japonais                                     | Titre traduit                                                               | Emplacement                                                | Notes |
| -- | ----- | -------------------------------------------------- | --------------------------------------------------------------------------- | ---------------------------------------------------------- | ----- |
| 2  |       | 東 都 目 黒 千代 が 崎 Tōto meguro chiyogasaki     | Promontoire de Chiyo à Meguro dans la Capitale de l'Est                     | 東京 都 目 黒 区 Meguro, Tokyo                             |       |
| 4  |       | 相 模 七里 か 濱 風波 Sagami shichirigahama fūha   | Mer agitée à Shichirigahama ("Plage de Sept Ri") dans la province de Sagami | 神奈川 県 鎌倉 市 Kamakura, Kanagawa                       |       |
| 11 |       | 大江 戸 市 中 七夕 祭 Ōedo shichū tanabata matsuri | Festival de Tanabata à Edo                                                  | 東京 都 千代 田 区 Chiyoda, Tokyo                          |       |
| 15 |       | 東 都 両 国 橋下 Tōto ryōgokubashi shita           | Au-dessous du pont Ryōgoku dans la Capitale de l'Est                        | 東京 都 墨 田 区 ・ 台 東区 Sumida / Taitō, Tokyo          |       |
| 16 |       | 東 都 青山 Tōto aoyama                             | Aoyama dans la Capitale de l'Est                                            | 東京 都 港区 ・ 渋 谷 区Minato / Shibuya, Tokyo            |       |
| 17 |       | 武 蔵 多 満 川 Musashi tamagawa                    | Rivière Tama dans la province de Musashi                                    | 東京 都 日 野 市 Hino, Tokyo                               |       |
| 18 |       | 相 模 川 Sagamigawa                                | Rivière Sagami                                                              | 神奈川 県 海 老 名 市 ・ 厚 木 市 Ebina / Atsugi, Kanagawa |       |
| 24 |       | 東 都 木 下 川田 甫 Tōto Kinegawa tanbo            | Champ à Kinegawa                                                            | 東京 都 葛 飾 区 ・ 墨 田 区 Katsushika / Sumida, Tokyo    |       |
| 26 |       | 東海 道 大 森 縄 手 Tōkaidō Ōmori Nawate           | Chemin à travers les rizières à Ōmori (ou Ōiso) sur la route du Tōkaidō     | 東京 都 大田 区 大 森 Ōmori, Ōta, Tokyo                    |       |
| 29 |       | 相 模 大 山 来 迎 谷 Sagami ōyama raigōdani        | Vallée de l'approche à Ōyama dans la province de Sagami                     | 神奈川 県 伊 勢 原 市 Isehara, Kanagawa                    |       |
| 32 |       | 甲 斐 犬 目 峠 Kai inume tōge                      | Col de Inume ("Œil de chien") dans la province de Kai                       | 山 梨 県 上 野 原 市 Uenohara, Yamanashi                   |       |
| 33 |       | 甲 斐 夢 山裏 富士 Kai yumeyama urafuji            | Vue arrière du Fuji depuis la Montagne des Rêves dans la province de Kai    | 山 梨 県 甲 府 市 Kōfu, Yamanashi                          |       |

## Série 1858
Cette série a été publiée par Tsutaya Kichizō.
| №  | Image | Titre japonais                            | Titre traduit                                                       | Emplacement                                                                   | Notes             |
| -- | ----- | ----------------------------------------- | ------------------------------------------------------------------- | ----------------------------------------------------------------------------- | ----------------- |
| 0  |       | 表紙目録                                  | Table des matières                                                  |                                                                               |                   |
| 1  |       | 東都一石ばし Tōto ichikokubashi           | Pont Ichikoku dans la Capitale de l'Est                             | 東京都中央区八重洲・中央区日本橋本石町 Yaesu/Hongoku, Nihonbashi, Chūō, Tokyo |                   |
| 2  |       | 東都駿河町 Tōto Surugachō                 | Le quartier Suruga dans la Capitale de l'Est                        | 東京都千代田区駿河台 Surugadai, Chiyoda, Tokyo                                |                   |
| 3  |       | 東都数奇屋河岸 Tōto sukiyagashi           | Sukiyagashi dans la Capitale de l'Est                               | 東京都中央区 Chūō, Tokyo                                                      |                   |
| 4  |       | 東都佃沖 Tōto tsukuda oki                 | Au large de l'île Tsukuda dans la Capitale de l'Est                 | 東京都中央区佃 Tsukuda, Chūō, Tokyo                                           |                   |
| 5  |       | 東都御茶の水 Tōto ochanomizu              | Ochanomizu dans la Capitale de l'Est                                | 東京都千代田区駿河台・文京区湯島 Surugadai, Chiyoda/Yushima, Bunkyō, Tokyo    |                   |
| 6  |       | 東都両ごく Tōto ryōgoku                   | Ryōgoku dans la Capitale de l'Est                                   | 東京都墨田区両国 Ryōgoku, Sumida, Tokyo                                       |                   |
| 7  |       | 東都墨田堤 Tōto sumida tsutsumi           | Le débarcadère de la Sumida dans la Capitale de l'Est               | 東京都墨田区向島 Mukōjima, Sumida, Tokyo                                      |                   |
| 8  |       | 東都あすか山Tōto asukayama                | Mont Asuka dans la Capitale de l'Est                                | 東京都北区王子 Ōji, Kita, Tokyo                                               |                   |
| 9  |       | 雑司かや不二見茶や Zōshigaya fujimi chaya | La maison de thé avec vue sur le Mont Fuji à Zōshigaya              | 東京都豊島区雑司が谷 Zōshigaya, Toshima, Tokyo                                |                   |
| 10 |       | 東都目黒夕日か岡 Toto meguro yūhigaoka    | Colline du crépuscule à Meguro dans la Capitale de l'Est            | 東京都目黒区目黒 Meguro, Tokyo                                                |                   |
| 11 |       | 鴻之臺戸根川 Kōnodai tonegawa             | Colline de l'Oie sauvage et la rivière Tone                         | 千葉県市川市国府台 Kōnodai, Ichikawa, Chiba                                   |                   |
| 12 |       | 武蔵小金井 Musashi koganei                | Koganei dans la Province de Musashi                                 | 東京都小金井市 Koganei, Tokyo                                                 |                   |
| 13 |       | 武蔵玉川 Musashi tamagawa                 | Rivière Tama dans la Province de Musashi                            | 東京都日野市 Hino, Tokyo                                                      |                   |
| 14 |       | 武蔵越が谷在 Musashi koshigaya zai        | Koshigaya dans la Province de Musashi                               | 埼玉県越谷市 Koshigaya, Saitama                                               |                   |
| 15 |       | 武蔵野毛横濱 Musashi noge yokohama        | Noge et Yokohama dans la Province de Musashi                        | 神奈川県横浜市 Yokohama, Kanagawa                                             |                   |
| 16 |       | 武蔵本牧のはな Musashi honmoku no hana    | Floraison à Honmoku dans la Province de Musashi                     | 神奈川県横浜市中区本牧 Honmoku, Naka-ku, Yokohama                             |                   |
| 17 |       | 相州三浦之海上 Sōshū miura no kaijō       | La mer au large de la Péninsule de Miura dans la Province de Sagami | 神奈川県三浦市 Miura-shi, Kanagawa-ken                                        |                   |
| 18 |       | さがみ川 Sagamigawa                       | La rivière Sagami                                                   | 神奈川県海老名市・厚木市 Ebina/Atsugi, Kanagawa                               |                   |
| 19 |       | 相摸七里か濱 Sagami shichirigahama        | La plage de Sept Ri dans la Province de Sagami                      | 神奈川県鎌倉市 Kamakura, Kanagawa                                             |                   |
| 20 |       | 相摸江之島入口 Sagami enoshima iriguchi   | La porte d'entrée à Enoshima dans la Province de Sagami             | 神奈川県藤沢市 Fujisawa, Kanagawa                                             |                   |
| 21 |       | はこ根の湖すい Hakone no kosui            | Lac d'Hakone                                                        | 神奈川県箱根町 Hakone, Kanagawa                                               |                   |
| 22 |       | 伊豆の山中 Izu no sanchū                  | Les montagnes d'Izu                                                 | 静岡県伊豆市 Izu, Shizuoka                                                    | Chutes de Jōren   |
| 23 |       | 駿河薩タ之海上 Suruga satta no kaijō      | La mer au large de Satta dans la Province de Suruga                 | 静岡県静岡市清水区 Shimizu-ku, Shizuoka                                       |                   |
| 24 |       | 駿河三保之松原 Suruga miho no matsubara   | La forêt de pins à Miho dans la Province de Suruga                  | 静岡県静岡市清水区 Shimizu-ku, Shizuoka                                       | Miho no Matsubara |
| 25 |       | 東海堂左り不二 Tōkaidō hidari fuji        | Le Fuji sur la droite de la route du Tōkaidō                        | 静岡県富士市依田橋 Yodabashi, Fuji, Shizuoka                                  |                   |
| 26 |       | 駿遠大井川 Sun'en ōigawa                  | La rivière Ōi entre les Provinces de Suruga et de Totomi            | 静岡県島田市 Shimada, Shizuoka                                                |                   |
| 27 |       | 伊勢二見か浦 Ise futamigaura              | Baie de Futami dans la Province d'Ise                               | 三重県伊勢市 Ise, Mie                                                         |                   |
| 28 |       | 信州諏訪之湖 Shinshū suwa no mizūmi       | Lac Suwa dans la Province de Shinano                                | 長野県諏訪市 Suwa, Nagano                                                     |                   |
| 29 |       | 信濃塩尻峠 Shinano shiojiritōge           | Col de Shiojiri dans la Province de Shinano                         | 長野県岡谷市・塩尻市 Okaya/Shiojiri, Nagano                                   |                   |
| 30 |       | 甲斐御坂越 Kai misikagoshi                | Col de Misaka dans la Province de Kai                               | 山梨県富士河口湖町 Fujikawaguchiko, Yamanashi                                 |                   |
| 31 |       | 甲斐大月の原 Kai ōtsukinohara             | La plaine d'Ōtsuki dans la Province de Kai                          | 山梨県大月市 Ōtsuki, Yamanashi                                                |                   |
| 32 |       | 甲斐犬目峠 Kai inumetōge                  | Le col de l'Œil de chien dans la Province de Kai                    | 山梨県上野原市 Uenohara, Yamanashi                                            |                   |
| 33 |       | 下総小金原 Shimōsa koganehara             | La plaine de Kogane dans la Province de Shimōsa                     | 千葉県松戸市 Matsudo, Chiba                                                   |                   |
| 34 |       | 上総黒戸の浦 Kazusa kuroto no ura         | Baie de Kuruto dans la Province de Kazusa                           | 千葉県木更津市 Kisarazu, Chiba                                                |                   |
| 35 |       | 上総鹿埜山 Kazusa kanōzan                 | Mont Kanō dans la Province de Kazusa                                | 千葉県君津市 Kimitsu, Chiba                                                   |                   |
| 36 |       | 房州保田ノ海岸 Bōshū hota no kaigan       | La côte à Hota dans la Province de Awa                              | 千葉県鋸南町 Kyonan, Chiba                                                    |                   |